# Трі-Оукс (Мічиган)
Трі-Оукс (англ. Three Oaks) — селище (англ. village) в США, в окрузі Беррієн штату Мічиган. Населення — 1370 осіб (2020).

## Географія
Трі-Оукс розташоване за координатами 41°47′56″ пн. ш. 86°36′45″ зх. д. / 41.79889° пн. ш. 86.61250° зх. д. (41.798909, -86.612384).  За даними Бюро перепису населення США в 2010 році селище мало площу 2,56 км², уся площа — суходіл.

## Демографія
Згідно з переписом 2010 року, у селищі мешкали 1622 особи в 678 домогосподарствах у складі 422 родин. Густота населення становила 634 особи/км².  Було 797 помешкань (312/км²).
Расовий склад населення:
| - 93,2 % — білих - 1,4 % — корінних американців - 1,1 % — чорних або афроамериканців - 0,6 % — азіатів - 0,1 % — вихідців з тихоокеанських островів - 1,7 % — осіб інших рас |

До двох чи більше рас належало 1,8 %. Частка іспаномовних становила 4,4 % від усіх жителів.
За віковим діапазоном населення розподілялося таким чином: 24,4 % — особи молодші 18 років, 62,2 % — особи у віці 18—64 років, 13,4 % — особи у віці 65 років та старші. Медіана віку мешканця становила 39,3 року. На 100 осіб жіночої статі у селищі припадало 94,5 чоловіків;  на 100 жінок у віці від 18 років та старших — 91,9 чоловіків також старших 18 років.
Середній дохід на одне домашнє господарство  становив 58 573 долари США (медіана — 39 224), а середній дохід на одну сім'ю — 71 346 доларів (медіана — 46 346). Медіана доходів становила 40 474 долари для чоловіків та 33 000 доларів для жінок. За межею бідності перебувало 17,9 % осіб, у тому числі 22,3 % дітей у віці до 18 років та 2,7 % осіб у віці 65 років та старших.
Цивільне працевлаштоване населення становило 786 осіб. Основні галузі зайнятості: мистецтво, розваги та відпочинок — 22,0 %, освіта, охорона здоров'я та соціальна допомога — 17,6 %, виробництво — 15,5 %.